# Мончегорский рабочий
Мончегорский рабочий — городская газета в Мончегорске. Издается с 1 января 1935 года. Выходит 1 раз в неделю форматом А3, в субботу объём 16 полосы, с тв -программой .Тематика газеты — освещение событий в Мончегорске и Мурманской области, обзор социальных вопросов, событий культурной и спортивной жизни.
В 2004 году газета выпускалась тиражом 6 тыс. экземпляров. С 2022 года распространяется бесплатно. Тираж 8000 экз.
Адрес редакции: г. Мончегорск, улица Металлургов, 4.
Учредители:
- Администрация города Мончегорска

Издатель:
- ООО «4+4», г. Петрозаводск
- В январе 2007 года был создан телевизионный канал "Телевидение Мончегорска" . Первый выпуск вышел в эфир 25 января 2007.

## Награды и премии
- Знак отличия «Золотой фонд прессы-2008»[2]